# صليب بطريركي

صليب بطريركي

الصليب البطريركي هو المقابل للصليب المسيحي وهو رمز ديني عالمي للديانة المسيحية. و هو يشبه الصليب اللاتيني المعروف. والصليب البطريركي لديه عارضة صغيرة موضوعة فوق العارضة الرئيسية بطريقة متوازية. العارضة المائلة والمنخفضة غالباً ما تظهر في الأيقونية البيزنطية اليونانية وأوروبا الشرقية، فضلاً عن الكنائس الأرثوذكسية الشرقية.